# ۱٬۳-دی‌تی‌اتان
۱،۳-دی‌تی‌اتان (به انگلیسی: 1,3-Dithietane) با فرمول شیمیایی C۲H۴S۲ یک ترکیب شیمیایی با شناسه پاب‌کم ۱۳۶۱۲۹ است. که جرم مولی آن ۹۲٫۱۸ g/mol می‌باشد. 